# Lerm-et-Musset
Lerm-et-Musset är en kommun i departementet Gironde i regionen Nouvelle-Aquitaine i sydvästra Frankrike. Kommunen ligger i kantonen Grignols som tillhör arrondissementet Langon. År 2022 hade Lerm-et-Musset 491 invånare.

## Befolkningsutveckling
Antalet invånare i kommunen Lerm-et-Musset
Referens:INSEE